# Etrema firma
Etrema firma is een slakkensoort uit de familie van de Clathurellidae. De wetenschappelijke naam van de soort is voor het eerst geldig gepubliceerd in 1922 door Hedley.